# Onze-Lieve-Vrouwkapel ter Nood en Dood

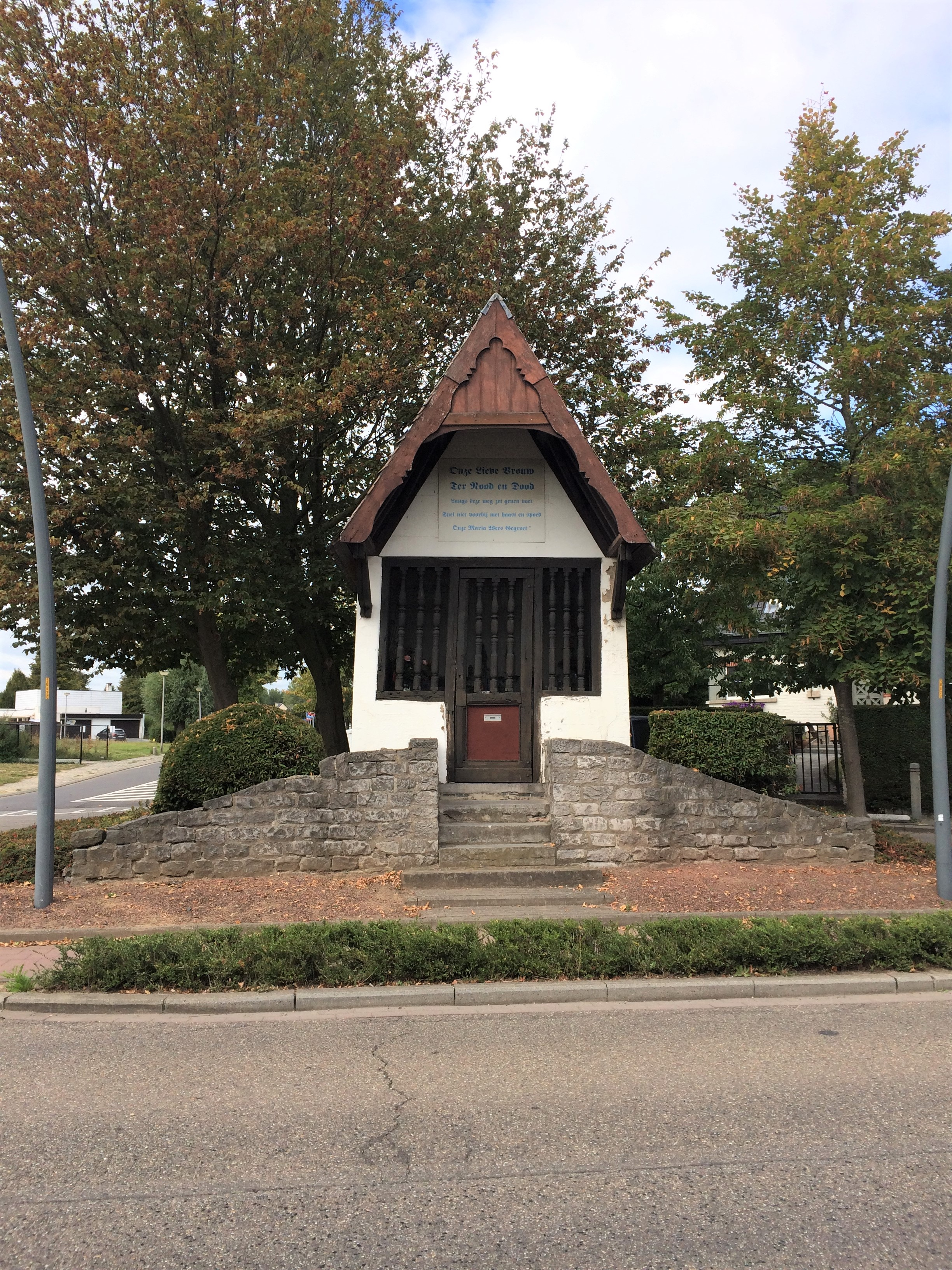
Onze-Lieve-Vrouwkapel ter Nood en Dood

De Onze-Lieve-Vrouwkapel ter Nood en Dood is een kapel in de Belgische plaats Vlezenbeek, deelgemeente van Sint-Pieters-Leeuw. De kapel ligt op de hoek van de Postweg en Kapellestraat en werd gebouwd ter ere van Onze-Lieve-Vrouw. Boven de deur leest de tekst ‘Onze Lieve Vrouw ter Nood en Dood – langs deze weg zet genen voet – snel voorbij met haast en spoed – onze Maria wees gegroet’.
De kapel werd waarschijnlijk rond 1597 opgetrokken door een kanunnik uit Anderlecht.
De muren zijn van witte zandsteen en hebben een cementlaag waarin schijnvoegen zijn aangebracht. Het dak is voorzien van leisteen. Het oorspronkelijke Mechelse beeldje van Onze-Lieve-Vrouw met Kind is naar de kerk verplaatst.